# Arena Servet Tazegül
Arena Servet Tazegül (tur. Servet Tazegül Spor Salonu) je naziv za višenamjensku dvoranu koja se nalazi u turskom gradu Mersinu. Riječ je o jednom od 11 novoizgrađenih sportskih objekata za potrebe Mediteranskih igara 2013. Dvorana je nazvana u čast olimpijskog, svjetskog i europskog prvaka u taekwondou, Serveta Tazegüla a riječ je o četvrtoj najvećoj sportskoj dvorani u zemlji.
Za potrebe Mediteranskih igara, u Areni se održao muški dio turnira u košarci te polufinale i finale odbojke (muškarci i žene).